# Platerów
Platerów ([plaˈtɛruf]) es un pueblo en el Distrito de Łosice, Voivodato de Mazovia, en el centro-este de Polonia. Es la sede de la gmina llamada Gmina Platerów. Se encuentra aproximadamente a 12 kilómetros (7 millas) al noreste de Łosice y 125 km (78 millas) al este de Varsovia.
El pueblo tiene una población de 812 habitantes.